# Елена (ураган)
Ураган Елена — непередбачуваний і руйнівний тропічний циклон, який розгорнувся в Східній та центральній частині США на узбережжі Мексиканської затоки в кінці серпня — на початку вересня 1985 року. 
| Погода | Це незавершена стаття з метеорології. Ви можете допомогти проєкту, виправивши або дописавши її. |